# Cham (Szwajcaria)
Cham – miasto i gmina (Politische Gemeinde) w środkowej Szwajcarii, w kantonie Zug. Leży nad rzeką Lorze i jeziorem Zugersee.

## Demografia
W Cham mieszkają 17 643 osoby. W 2021 roku 27% populacji gminy stanowiły osoby urodzone poza Szwajcarią.

## Transport
Przez teren miasta przebiegają autostrady A4 i A14 oraz drogi główne nr 4, nr 25 i nr 382. 

## Współpraca
Miejscowość partnerska:
- Cham, Niemcy

## Sport
- SC Cham − klub sportowy, którego sekcją jest piłka nożna.